# Saurauia sparsiflora
Saurauia sparsiflora är en tvåhjärtbladig växtart som beskrevs av Adolph Daniel Edward Elmer. Saurauia sparsiflora ingår i släktet Saurauia och familjen Actinidiaceae. Inga underarter finns listade i Catalogue of Life.